# Bradford Meade
Bradford Meade er en fiktiv karakter i tv-serien Ugly Betty spillet af Alan Dale. 
Bradford er en velhavende mand med flere blade, men man hører mest om bladet MODE
I starten er serien er han gift/seperaret med Claire Meade en alkoholiker i forbedring.
Efter at blive skilt med Claire bliver han kærester med Wilhamina som er ude efter MODE
Da han frier og de skal giftes på bryllupsdagen får han et hjerteanfald og senere dør paa hospitalet.